# ارکستر کلیولند

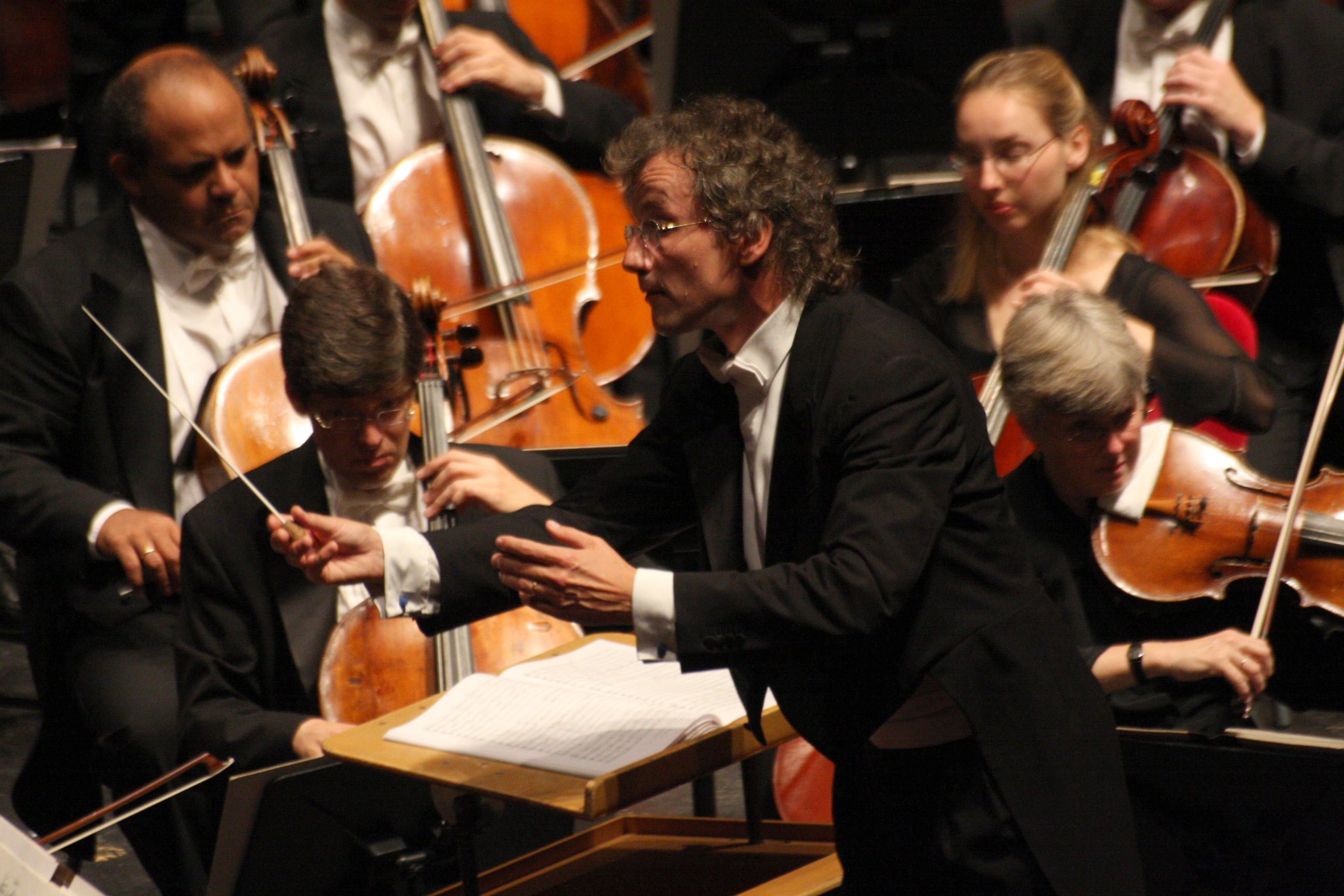
رهبر ارکستر، فرانتز ولسر-موست

ارکستر کلیولند (به انگلیسی: Cleveland Orchestra) تأسیس ۱۹۱۸، از گروه‌های بزرگ و مشهور ارکستر کلاسیک در آمریکا است.
این ارکستر در شهر کلیولند در اوهایو قرار دارد.
این گروه یکی از «پنج گروه بزرگ» ارکستر آمریکاست.